# Antoni Rybarski
Antoni Rybarski (ur. 24 października 1886 w Kielcach, zm. 3 grudnia 1962 w Warszawie) – polski archiwista, historyk, wydawca źródeł.

## Życiorys

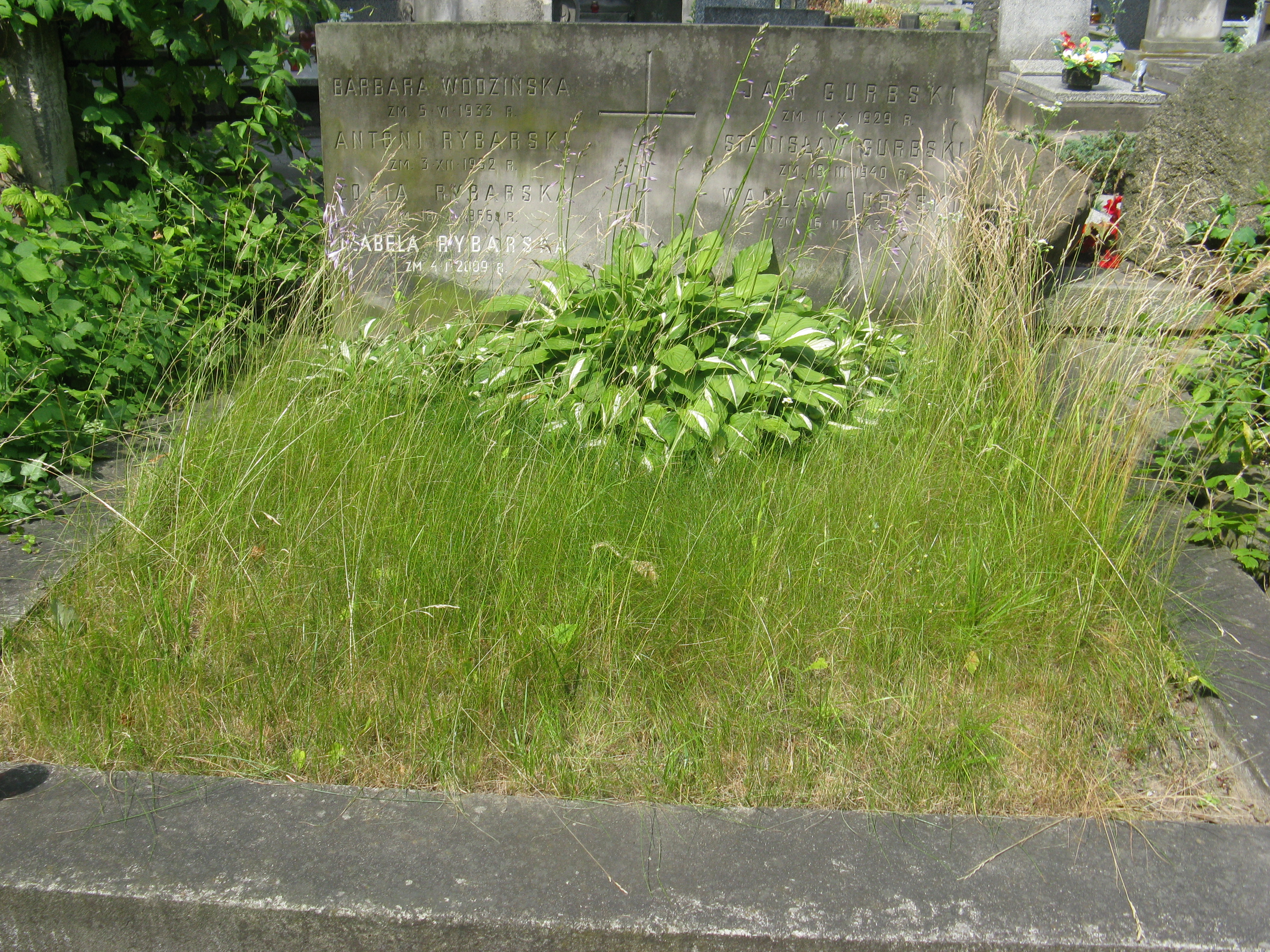
Grób Antoniego Rybarskiego na cmentarzu Powązkowskim

Urodził się jako syn Feliksa, nauczyciela gimnazjalnego i Antoniny z Zamojskich. Uczęszczał do Męskiego Gimnazjum Rządowego w Kielcach, angażując się w wystąpienia skierowane przeciwko rusyfikacji; maturę zdał w 1904. W 1912 ukończył studia historyczne na Wydziale Filozoficznym Uniwersytetu Jagiellońskiego w Krakowie. Tytuł doktora uzyskał w 1913 na podstawie rozprawy pt. Pochodzenie i początek rodu Odrowążów, w 1954 został docentem.
W 1913 rozpoczął pracę w Gabinecie Nauk Historycznych przy Towarzystwie Naukowym Warszawskim.
Od kwietnia do sierpnia 1917 r. był członkiem Komisji Archiwalnej Tymczasowej Rady Stanu, a po jej rozwiązaniu od z dniem 1 marca 1918 został zatrudniony w Wydziale Archiwów Państwowych Ministerstwa Wyznań Religijnych i Oświecenia Publicznego, w którym początkowo był referentem, radcą, potem starszym radcą. Zajmował się sprawami organizacyjno-prawnymi, nadzorował prace archiwów terenowych, analizował ich sprawozdania z działalności. W dniu 11 listopada 1918 r. (wraz ze swoim przełożonym Stefanem Ehrenkreutzem i przedstawicielem Ministerstwa Wyznań Religijnych i Oświecenia Publicznego Kazimierzem Konarskim) przejął archiwa warszawskie od instytucji niemieckich. Brał udział w misjach rewindykacyjnych polskich archiwaliów w Moskwie.
Był także rzeczoznawcą w dziedzinie heraldyki.
W czasie okupacji hitlerowskiej z nominacji władz niemieckich został dyrektorem Archiwum Głównego Akt Dawnych w Warszawie, współpracując ściśle z poprzednim dyrektorem placówki, Adamem Stebelskim. Po powstaniu warszawskim został wysiedlony do Kielc, gdzie do stycznia 1945 pracował w Archiwum Państwowym w Kielcach. Po powrocie do Warszawy wrócił do pracy w Wydziale Archiwów Państwowych. W 1949 przeszedł do pracy w AGAD, gdzie zajmował się przede wszystkim opracowaniem zasobu staropolskiego, m.in. sumaryzował Metrykę Koronną. W 1957 przeszedł na emeryturę.
Był autorem m.in. licznych opracowań dot. sprawozdań z działalności w archiwach państwowych na łamach Archeionu oraz współautorem tłumaczenia radzieckiego podręcznika K. G. Mitiajewa Teoria i praktyka pracy archiwalnej (1954).
Odznaczony został m.in. Złotym Krzyżem Zasługi (1948) i Krzyżem Oficerskim Orderu Odrodzenia Polski (1930 i 1957) oraz Medalem 10-lecia Polski Ludowej.
Żonaty z Zofią Ligowską, miał dwie córki: Annę i Izabelę.
Zmarł w Warszawie 3 grudnia 1962 i został pochowany na cmentarzu Powązkowskim (kwatera 80-5-22/23).